# Sanefa

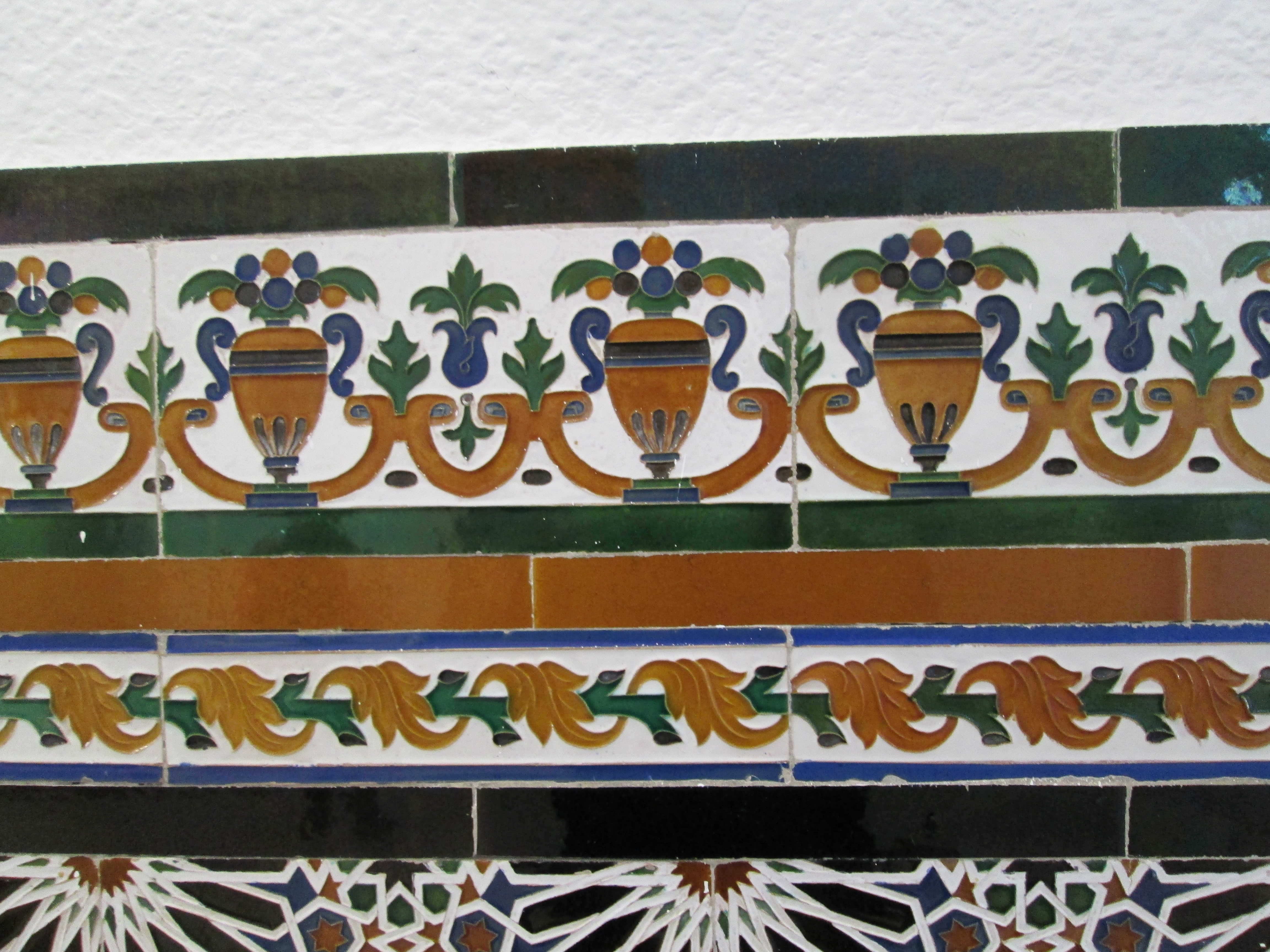
Três tipos de sanefa na azulejaria tradicional andaluzi. (Centro cultural La Térmica, Málaga, Espanha)

Sanefa (do árabe hispanizado ṣanífa) é um adorno ou elemento decorativo –geralmente cíclico, listado ou repetido– usado na arquitetura, cerâmica, decoração e confecção. Geralmente apresenta-se em forma de tira ou alargada ou estreita servindo de marco, ola, perímetro, separação ou borda. Cumpre uma função de contraste com o desenho do resto da superfície onde se aplica. Pode aparecer como sinônimo de banda, festão (têxteis), filete (marchetaria), franja, greca, orla, repulgo (olaria).

## Usos
A sanefa pode ser usada para diversos fins:
- Delimitar um rodapé de cor, desenho, textura ou material diferente que o resto da superfície (em paredes, móveis, papéis de parede, etc.);
- Servir de limite superior ou inferior a panos decorativos em paredes, pavimentações,[6] e confecções (cortinas, folhas, toalhas de mesa, etc.);
- Acabar ou rodear outros elementos decorativos como espelhos construídos ou móveis;[4]
- Em olaria, cerâmica e grafiato, como elemento decorativo;[7]
- Na iluminação de livros e manuscritos, como marco ou banda ornamental;[8]
- Na heráldica, filete ou borda que rodeia o interior de um escudo (e que constitui uma peça honorável);

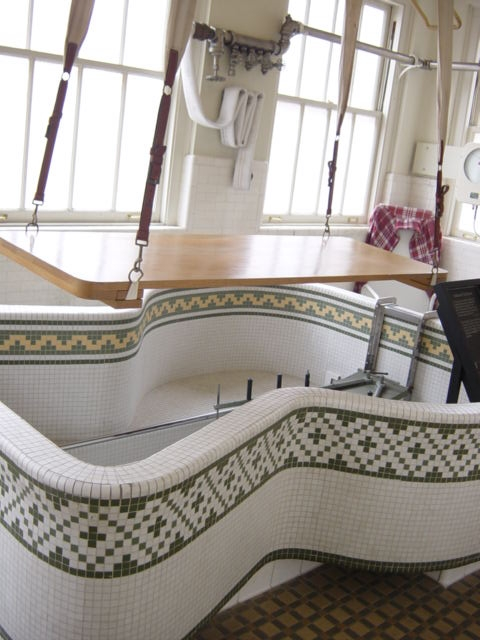
Banheira com sanefa decorativa cerâmica.